# نهر يازو

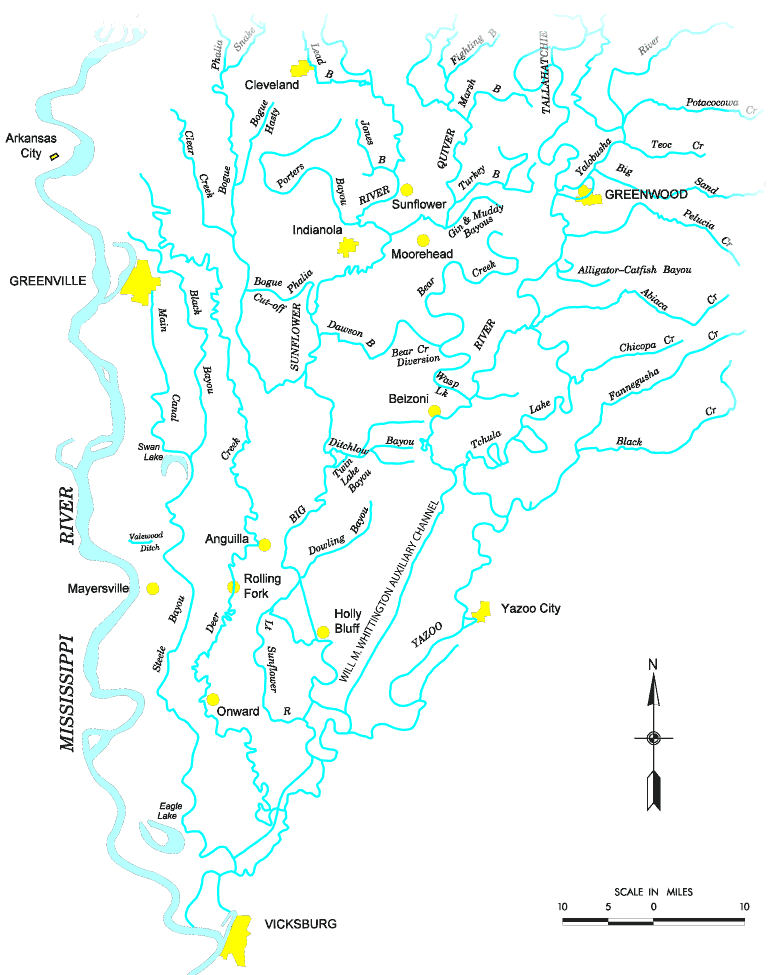
يجري نهر يازو من غرينوود حتى فيكسبيرغ. لا تظهر على الخريطة جميع الروافد.

نهر يازو (بالإنجليزية: Yazoo River)‏ هو نهر في الولايات المتحدة يجري في لايتي لويزيانا ومسيسيبي. يعتبره البعض الحد المشكل للطرف الجنوبي من سهل دلتا المسيسسبي الفيضي الذي كانت تنتشر فيه مزارع القطن قبل الحرب الأهلية الأمريكية.

## لمحة تاريخية
أطلق المستكشف الفرنسي لا سال على النهر اسم «نهر يازو» نسبة لقبيلة يازو التي كانت تعيش بالقرب من مصب النهر عند موضع التقاءه مع نهر المسيسيبي. من غير المعروف المعنى الحرفي للاسم بيد أن الاعتقاد السائد قديمًا يشير إلى أنه يعني «نهر الموت».
يبلغ طول النهر 303 كيلومتر (188 ميل) ويتشكل عند التقاء نهر تالاهاتشي بنهر يالوبوشا حيث تقع مدينة غرينوود. يجري النهر موازيًا للمسيسيبي ضمن سهله الفيضي لمسافة طويلة ثم يرفده شمال فيكسبيرغ. تعمل السدود الترابية المحاذية للمسيسبي على إعاقة اتصال اليازو به قبل التقائهما عند فيكسبيرغ.
تاريخيًا، أطلق الفرنسيون ومن جاء بعدهم من الأمريكيين الأوروبيين على المنطقة المحيطة بمسيسيبي وألاباما اسم «أراضي يازو» نسبةً للنهر.
كان للنهر دور هام خلال الحرب الأهلية الأمريكية. ففيه استخدم الكونفدراليون أول لغم مائي فجروه كهربائيًا لإغراق دارعة «يو إس إس كايرو» الحربية التابعة لقوات الاتحاد. تحوي مياه النهر 29 سفينة حربية غارقة تعود لحقبة الحرب الأهلية.
وفي عام 1876، غيّر نهر المسيسبي من مجراه ما جعل فيكسبيرغ دون اتصال مائي مباشر. قام الفيلق الهندسي الأمريكي في عام 1902 بتحويل مياه نهر يازو إلى القاع النهري القديم ما شكل قناة مائية ما زالت مدينة فيكسبيرغ تقع عليها حتى يومنا هذا.

## معرض الصور

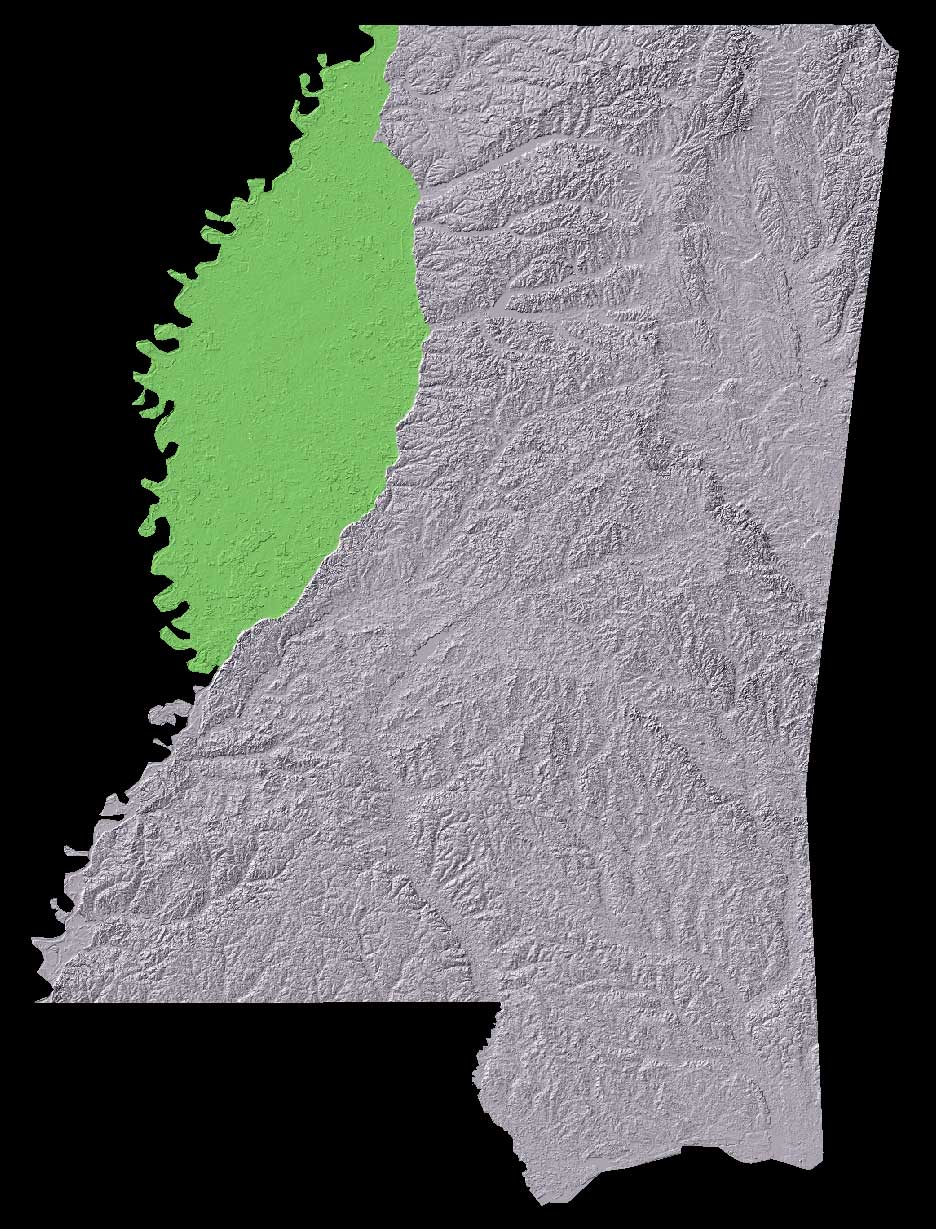
حدود منطقة دلتا المسيسسبي التي يجري عبرها نهر يازو
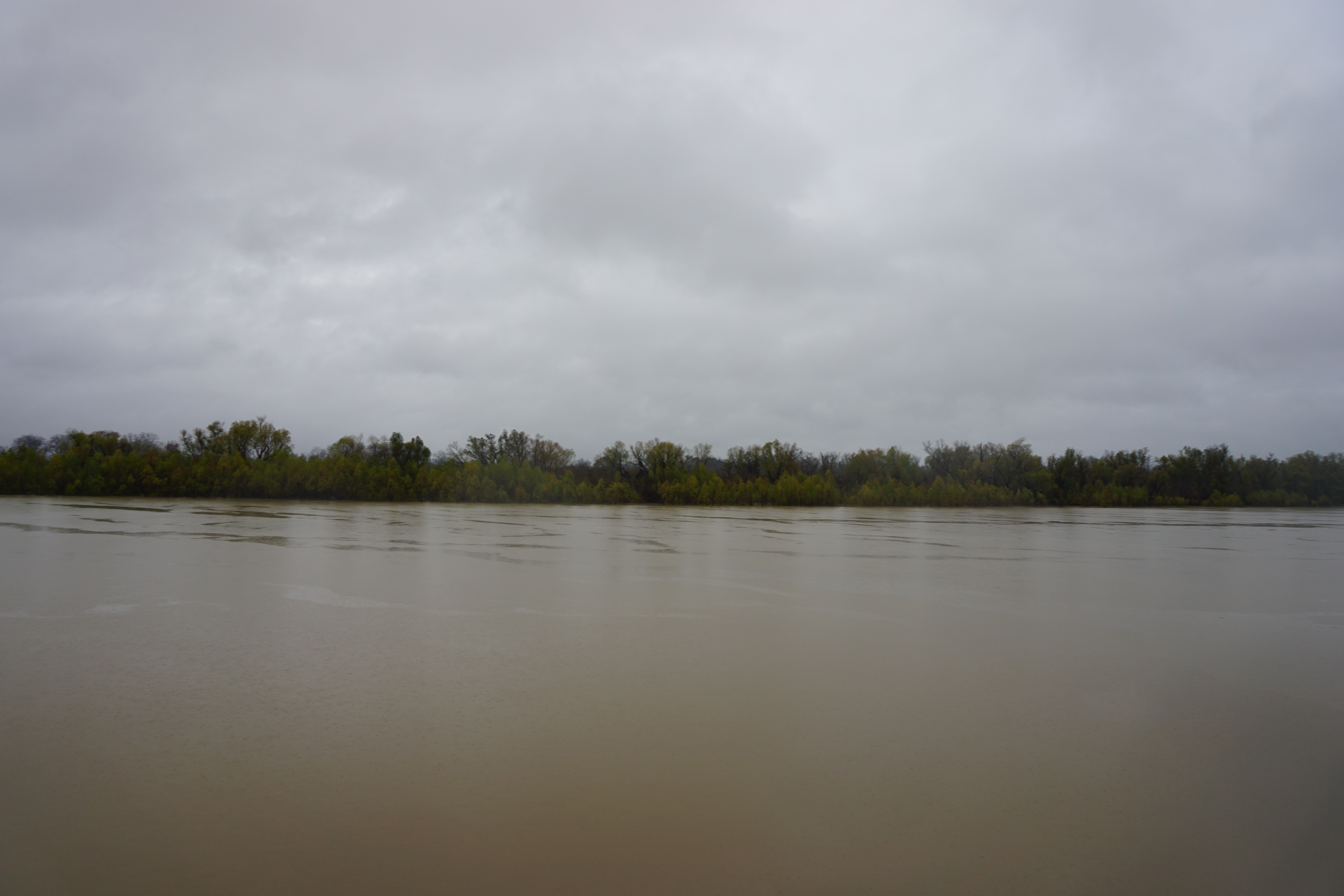
نهر يازو في فيكسبيرغ
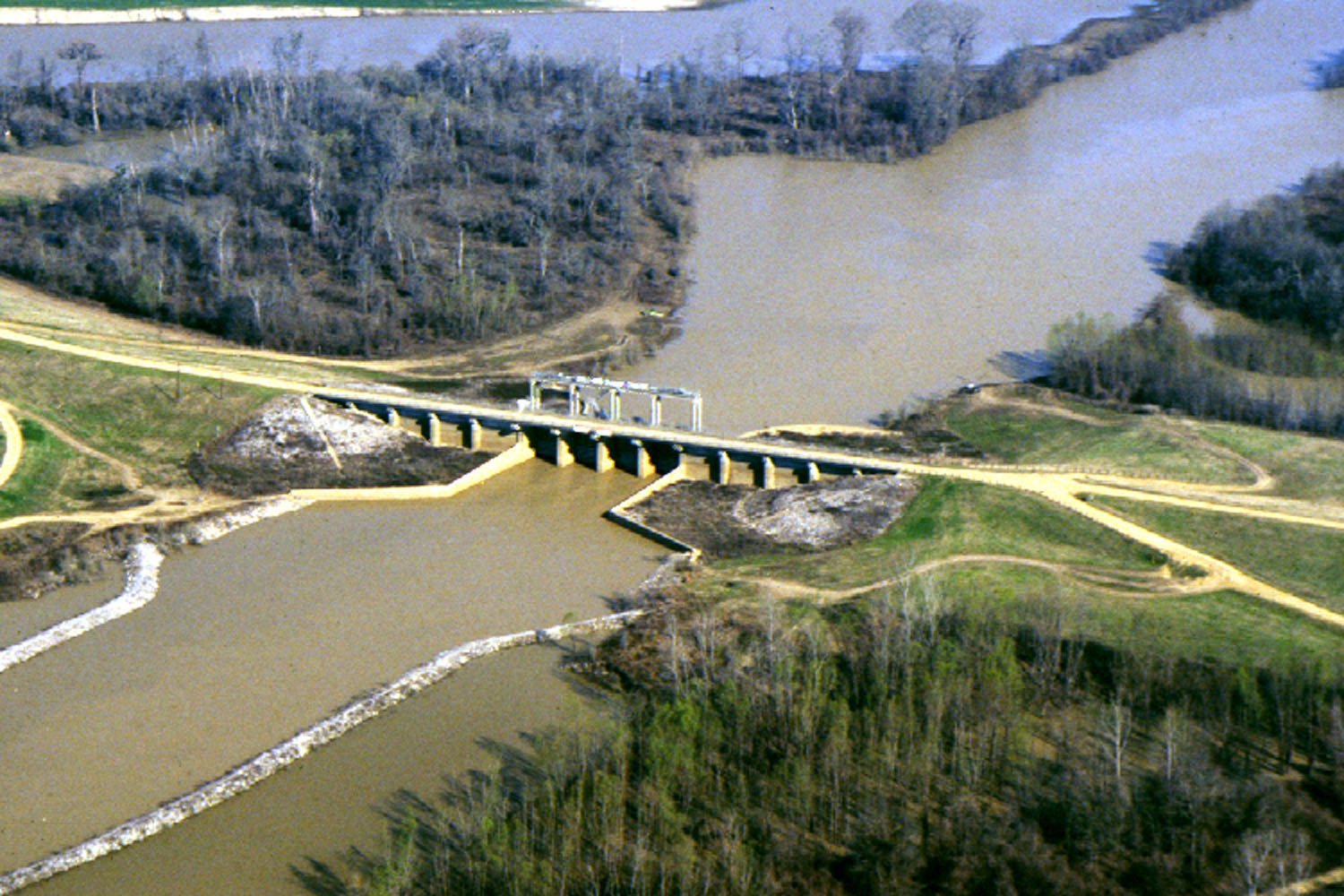
واحدة من البنى الهندسية المشيدة للسيطرة على فيضان وجريان المياه في حوض نهر يازو

## وصلات خارجية
- مناطق المسيسيبي الإيكولوجية (بالإنجليزية)